# Provincia di Eduardo Avaroa
La provincia di Eduardo Avaroa è una delle 16 province del dipartimento di Oruro nella Bolivia occidentale. Il capoluogo è la città di Challapata.
Al censimento del 2001 possedeva una popolazione di 27.675 abitanti.

## Geografia antropica

### Suddivisioni amministrative
La provincia è suddivisa in 2 comuni:
- Challapata
- Santuario de Quillacas